# Liste der Bodendenkmäler in Rettenbach (Landkreis Günzburg)
Auf dieser Seite sind die Bodendenkmäler in der schwäbischen Gemeinde Rettenbach zusammengestellt. Diese Tabelle ist eine Teilliste der Liste der Bodendenkmäler in Bayern. Grundlage ist die Bayerische Denkmalliste, die auf Basis des Bayerischen Denkmalschutzgesetzes vom 1. Oktober 1973 erstmals erstellt wurde und seither durch das Bayerische Landesamt für Denkmalpflege geführt wird. Die folgenden Angaben ersetzen nicht die rechtsverbindliche Auskunft der Denkmalschutzbehörde.

## Bodendenkmäler der Gemeinde Rettenbach

### Bodendenkmäler in der Gemarkung Harthausen
| Lage                                          | Objekt | Akten-Nr.     | Bild           |
| --------------------------------------------- | --- | ------------- | -------------- |
| Harthausen St.-Alexander-Straße 13 (Standort) | Mittelalterliche und frühneuzeitliche Befunde im Bereich der Katholischen Kapelle St. Alexander in Harthausen und ihrer Vorgängerbauten. | D-7-7528-0060 | weitere Bilder |
| Harthausen (Standort)                         | Straße der römischen Kaiserzeit. | D-7-7528-0062 |                |
| Harthausen Schloßstraße 12 (Standort)         | Mittelalterliche und frühneuzeitliche Befunde im Bereich des Schlosses Harthausen. Siehe auch: Schloss Harthausen                        | D-7-7528-0185 | weitere Bilder |

### Bodendenkmäler in der Gemarkung Remshart
| Lage                             | Objekt                                                                             | Akten-Nr.     | Bild           |
| -------------------------------- | ---------------------------------------------------------------------------------- | ------------- | -------------- |
| Remshart (Standort)              | Burgstall des Mittelalters und Schloss der frühen Neuzeit.                         | D-7-7528-0052 |                |
| Remshart (Standort)              | Verebnete Grabhügel vorgeschichtlicher Zeitstellung.                               | D-7-7528-0053 |                |
| Remshart (Standort)              | Grabhügel vorgeschichtlicher Zeitstellung.                                         | D-7-7528-0054 |                |
| Remshart (Standort)              | Siedlung vor- und frühgeschichtlicher Zeitstellung.                                | D-7-7528-0055 |                |
| Remshart Kirchplatz 1 (Standort) | Mittelalterliche Vorgängerbauten der Katholischen Pfarrkuratiekirche St. Leonhard. | D-7-7528-0186 | weitere Bilder |

### Bodendenkmäler in der Gemarkung Rettenbach
| Lage                                        | Objekt | Akten-Nr.     | Bild           |
| ------------------------------------------- | --- | ------------- | -------------- |
| Rettenbach (Standort)                       | Siedlung der Hallstattzeit und der römischen Kaiserzeit. Siehe auch: Hallstattzeit, Römische Kaiserzeit                                          | D-7-7528-0043 |                |
| Rettenbach (Standort)                       | Siedlung vor- und frühgeschichtlicher Zeitstellung.                                                                                              | D-7-7528-0044 |                |
| Rettenbach (Standort)                       | Burgstall des Mittelalters. Siehe auch: Burgstall, Mittelalter                                                                                   | D-7-7528-0046 |                |
| Rettenbach (Standort)                       | Grabhügel vorgeschichtlicher Zeitstellung. Siehe auch: Hügelgrab                                                                                 | D-7-7528-0048 |                |
| Rettenbach (Standort)                       | Straße der römischen Kaiserzeit. | D-7-7528-0142 |                |
| Rettenbach St.-Leonhard-Straße 9 (Standort) | Mittelalterliche und frühneuzeitliche Befunde im Bereich der Kapelle St. Leonhard.                                                               | D-7-7528-0182 |                |
| Rettenbach St.-Ulrich-Straße 4 (Standort)   | Mittelalterliche und frühneuzeitliche Befunde im Bereich der Katholischen Pfarrkirche St. Ulrich in Rettenbach und der Kapelle Maria Einsiedeln. | D-7-7528-0183 | weitere Bilder |